# Alexander Schwolow
Alexander Schwolow (* 2. Juni 1992 in Wiesbaden) ist ein deutscher Fußball-Torwart. Er stand zuletzt beim 1. FC Union Berlin unter Vertrag.

## Karriere

### Verein
In seiner Jugend spielte Schwolow beim SV Allendorf/Berghausen im südlichen Rhein-Lahn-Kreis und dem SV Wehen Wiesbaden. Im Sommer 2008 fiel er dem SC Freiburg bei einem Sichtungsturnier auf, woraufhin er mit seinem Vereinskollegen Tim Albutat in die Freiburger Fußballschule des SC Freiburg wechselte. Mit der A-Jugend des SC Freiburg gewann er in der Saison 2010/11 den DFB-Junioren-Vereinspokal. Im Halbfinale gegen den Nachwuchs des VfL Wolfsburg und im Finale gegen den Nachwuchs von Hansa Rostock parierte er jeweils den entscheidenden Elfmeter.
Seit der Saison 2010/11 stand Schwolow im Regionalligakader der zweiten Mannschaft im Tor. Im Januar 2012 erhielt er einen Profivertrag bei der ersten Mannschaft. Seitdem trainierte er mit der ersten Mannschaft und erhielt Spielpraxis weiterhin in der zweiten Mannschaft. In der Bundesligamannschaft war er hinter Oliver Baumann Ersatztorhüter. Im Juli 2013 verlängerte Schwolow seine Vertragslaufzeit langfristig. Am 34. Spieltag der Saison 2013/14 gab er im Spiel gegen Hannover 96 sein Bundesligadebüt.
Zur Saison 2014/15 wechselte Schwolow für zwei Jahre in die 3. Liga zum Zweitligaabsteiger Arminia Bielefeld. In der zweiten Runde des DFB-Pokals 2014/15 hielt er zwei Elfmeter beim Elfmeterschießen gegen Hertha BSC. Im Viertelfinale gegen Borussia Mönchengladbach parierte er den entscheidenden Elfmeter von Ibrahima Traoré und sicherte damit der Arminia den Einzug ins Halbfinale. Am Ende der Saison wurde Schwolow mit der Arminia Drittligameister und stieg in die 2. Bundesliga auf. Dabei hatte er in 37 von 38 Spielen im Tor gestanden.
Nachdem der SC Freiburg in die 2. Bundesliga abgestiegen war, kehrte Schwolow zur Saison 2015/16 per Vertragsoption ein Jahr vor Ablauf der Leihfrist in den Breisgau zurück und war seitdem Stammtorhüter der Breisgauer. Im Frühjahr 2016 holte er mit Freiburg den Zweitligameistertitel und konnte mit dem Klub in die Bundesliga zurückkehren. Im Frühjahr 2017 spielte der Torhüter das erste Mal im Europapokal, als er mit der Mannschaft gegen den NK Domžale in der Qualifikation zur Europa League scheiterte. Vor der Spielzeit 2019/20 verlängerte Schwolow seinen Vertrag beim SC vorzeitig. Während der Saison fiel er aufgrund eines Muskelfaserrisses für neun Spieltage aus und wurde durch Mark Flekken vertreten.
Zur Saison 2020/21 wechselte Schwolow innerhalb der Bundesliga zu Hertha BSC. Unter dem Cheftrainer Bruno Labbadia verdrängte der 28-Jährige den langjährigen Stammtorwart Rune Jarstein und absolvierte 18 Bundesligaspiele. Da sich die Berliner in Abstiegsgefahr befanden, wurde Labbadia durch Pál Dárdai ersetzt, der die Mannschaft schon von 2015 bis 2019 trainiert hatte und unter dem Jarstein ab dem 19. Spieltag ins Hertha-Tor zurückkehrte. Dárdai betonte allerdings: „Alex Schwolow gehört die Zukunft. Er ist die Nummer eins, auch wenn Rune im Moment spielt.“ Am 27. Spieltag kehrte Schwolow ins Hertha-Tor zurück, da Jarstein wegen COVID-19 ausfiel.
Zur Saison 2022/23 wechselte Schwolow innerhalb der Bundesliga für ein Jahr auf Leihbasis zum Aufsteiger FC Schalke 04. Im Anschluss daran wurde sein Vertrag in Berlin im Sommer 2023 aufgelöst.
Zur Saison 2023/24 wechselte Schwolow innerhalb der Bundesliga zum Champions-League-Teilnehmer und Stadtrivalen Union Berlin. Im Sommer 2025 hat er Union Berlin verlassen.

### Nationalmannschaft
Im März und April 2010 lief Schwolow in drei Partien für die deutsche U-18-Nationalmannschaft auf. Für die U-19-Nationalmannschaft absolvierte er zwei Spiele. Im September 2011 gab er sein Debüt in der U-20-Nationalmannschaft und absolvierte für diese bis zum Jahr 2013 sieben Spiele.

## Erfolge
- 2011: DFB-Pokalsieger mit der U19
- 2015: Meister der 3. Fußball-Liga 2015 und  Aufstieg in die 2. Fußball-Bundesliga (mit Arminia Bielefeld)
- 2016: Zweitligameister und Aufstieg in die Bundesliga (mit dem SC Freiburg)

## Privates
Schwolow wuchs in Hof Hasenberg in der Nähe von Berndroth auf.